# Jean de Thévenot
Jean de Thévenot (París, 16 de junio de 1633 - cerca de Mianeh, Persia, 28 de noviembre de 1667) fue un viajero y orientalista francés, que escribió extensamente acerca de sus viajes por Europa, África del Norte, Oriente Medio y la India. También fue un lingüista, naturalista y botánico. Se le considera el introductor del grano de café en París, en 1657, después de que el comerciante Jean de la Rocque, de regreso de Constantinopla, lo introdujera en Marsella en 1644.

## Biografía

### Primeros años
Jean de Thévenot fue educado en el Collège de Navarre. Era sobrino de Melchisédech Thévenot, un reputado escritor, científico, viajero, cartógrafo, orientalista, inventor y diplomático.

### Primeros viajes por Europa (1652-1655)
Thévenot concibió el deseo de viajar con la lectura de literatura de viajes, y su riqueza le permitió cumplir con tal deseo. Dejó Francia en 1652, y visitó por primera vez Inglaterra, los Países Bajos, Alemania e Italia. 
En Roma se encontró con Barthélemy d'Herbelot de Molainville, que lo invitó a acompañarle en un viaje proyectado por el Levante mediterráneo. D'Herbelot se vio retenido por asuntos privados, pero Thévenot navegó desde Roma en mayo de 1655, y, tras esperar en vano cinco meses en Malta, ya solo, tomó un pasaje para Constantinopla.

### Primeros viajes a Oriente Próximo y Oriente Medio (1655-1663)

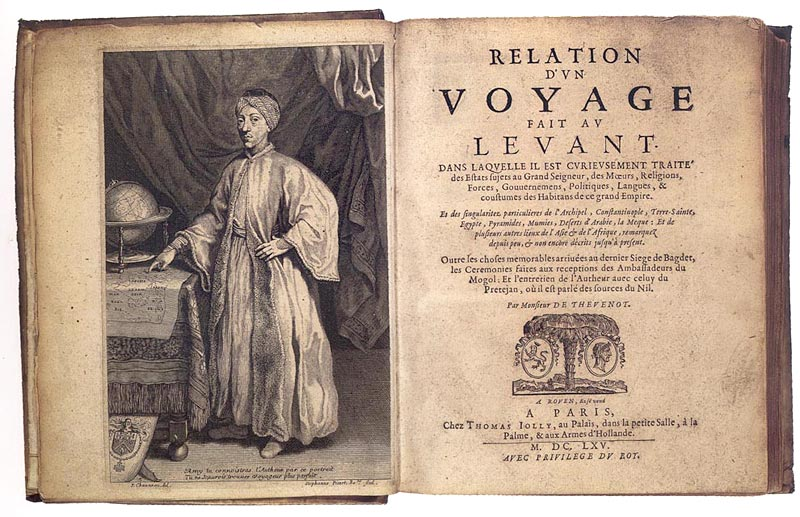
Vista del libro de Jean Thévenot Relation d'un voyage fait au Levant

Permaneció en Constantinopla hasta el siguiente mes de agosto, y luego continuó por Esmirna, las islas griegas, y finalmente Egipto, desembarcando en Alejandría el día de Año Nuevo de 1657. Permaneció durante un año en Egipto, luego visitó el Sinaí y, al regresar a El Cairo, se unió a la caravana de la Cuaresma que peregrinaba a Jerusalén. De esta época se cree que fue nombrado caballero del Santo Sepulcro, apoyándose en que la Cruz de Jerusalén figuraba en sus armas y que en una de sus obras, hay un grabado que le representa con ella colgada al cuello. Visitó los principales lugares de peregrinación en Palestina, y, después de ser apresado dos veces por corsarios, volvió por mar a Damietta, llegando a El Cairo a tiempo para ver la apertura del canal por la crecida del Nilo (14 de agosto de 1658).
En enero de 1659 zarpó de Alejandría en un barco inglés, visitando en el camino los puertos hoy tunecinos de La Goleta y Túnez, y, después de un fuerte enfrentamiento con corsarios españoles, uno de los cuales cayó presa del mercante inglés, llegó a Livorno (Italia) el 12 de abril. Pasó cuatro años en su casa dedicado a estudios útiles para un viajero.

### Otros viajes (1663-1667)
En noviembre de 1663 navegó de nuevo a Oriente, haciendo escala en Alejandría y desembarcando en Sidón, desde donde procedió por tierra a Damasco, Aleppo, y luego a través de Mesopotamia hasta Mosul, Bagdad y Mandali (hoy Irak).
Entró en el Imperio persa (27 de agosto de 1664), continuando por Kermanshah y Hamadan hasta la ciudad de Isfahán, donde pasó cinco meses (desde octubre de 1664 a febrero de 1665). Luego se unió a la empresa del comerciante Jean-Baptiste Tavernier, siguiendo por Shiraz y Lar hasta el puerto de Bandar Abbás, en la boca del estrecho de Ormuz, con la esperanza de encontrar un pasaje a la India. Esto fue difícil, debido a la oposición de los neerlandeses, y aunque Tavernier fue capaz de continuar, Thévenot encontró más prudente regresar a Shiraz. Después de visitar las ruinas de Persépolis, hizo el camino hasta Basora y se embarcó para la India el 6 de noviembre de 1665, en el buque Hopewell, llegando al puerto de Surat el 10 de enero de 1666.
Estuvo en Imperio Mogol de la India, donde durante trece meses recorrió el país, yendo de Golconda a Masulipatam y regresando por tierra a Surat, desde donde navegó a Bander-Abbasi y subió a Shiraz. Pasó el verano de 1667 en Isfahán, incapacitado por un tiro accidental de pistola; en octubre se dirigió a Tabriz, pero murió en el camino a Miyana el 28 de noviembre de 1667.

## Competencia lingüística y de ciencias naturales
Thévenot fue un políglota consumado, experto en turco, árabe y persa, y un curioso y diligente observador. También fue muy experto en ciencias naturales, especialmente en botánica, en la que hizo grandes colecciones en India.

## Escritos de viaje

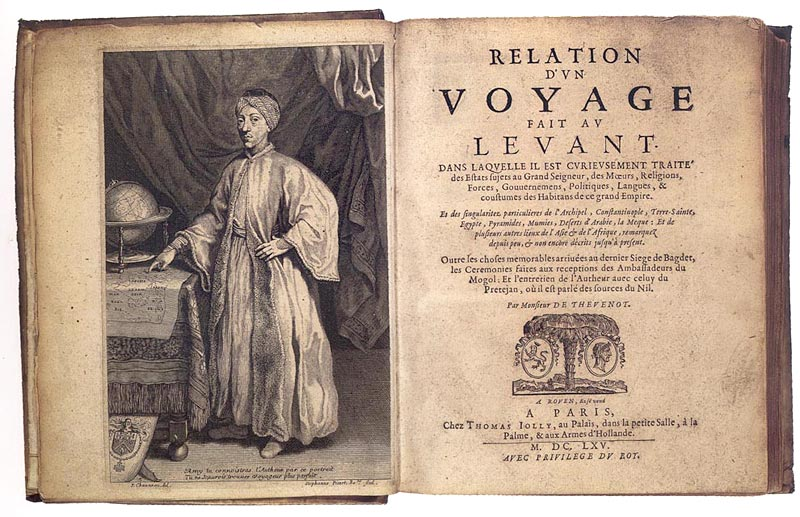
Frontispicio de Relation d'un voyage fait au Levant.

El relato de su primer viaje fue publicado en París en 1665, con el título de Relation d’un voyage fait au Levant. Constituye la primera parte de su colección de Voyages. La licencia data de diciembre de 1663, y el prólogo muestra que el propio Thévenot dispuso su publicación antes de salir en su segundo viaje. Entre otras cosas, fue uno de los primeros viajeros europeos que incluyó una historia acerca del origen del documento árabe medieval, la Achtiname de Mahoma, que afirma que el profeta Mahoma había confirmado personalmente la concesión de protección y otros privilegios a los monjes del Monasterio de Santa Catalina del Monte Sinai.
La segunda y tercera partes de los Voyages de Thévenot se publicaron póstumamente, a partir de sus diarios, en 1674 y 1684 (todas quarto). Una edición completa apareció en París en 1689, y una segunda, in duodecimo, en Ámsterdam en 1727 (5 vols.). Existe una temprana traducción al inglés realizada por A. Lovell (folio, Londres, 1687). 
En detalle, fueron:
- Relation d'un voyage fait au Levant dans laquelle il est curieusement traité des estats sujets au Grand Seigneur et des singularitez particulières de l'Archipel, Constantinople, Terre-Sainte, Égypte, pyramides, mumies [sic], déserts d'Arabie, la Meque, et de plusieurs autres lieux de l'Asie et de l'Affrique outre les choses mémorables arrivées au dernier siège de Bagdat, les cérémonies faites aux réceptions des ambassadeurs du Mogol et l'entretien de l'autheur avec celuy du Pretejan, où il est parlé des sources du Nil (1664). Reedición: Hachette, París, 1976. Texto en línea

- Suite du voyage de Levant, dans laquelle, après plusieurs remarques très singulières sur des particularitez de l'Égypte, de la Syrie, de la Mésopotamie, de l'Euphrate et du Tygre, il est traité de la Perse et autres estats sujets au roy de Perse et aussi des antiquitez de Tchehelminar et autres lieux vers l'ancienne Persepolis, et particulièrement de la route exacte de ce grand voyage, tant par terre, en Turquie et en Perse, que par mer, dans la Méditerranée, golfe Persique et mer des Indes (1674). Reedición: Hachette, París, 1976. Texto en línea

- Troisième partie des voyages de M. de Thevenot, contenant la relation de l'Indostan, des nouveaux Mogols et des autres peuples et pays des Indes (1684). Reedición: Hachette, París, 1976. Texto en línea

## Eponimia
- (Asteraceae) Thevenotia DC.[4]